# ウトキル・ユスポフ
ウトキル・ダヴラトベコヴィチ・ユスポフ（ウズベク語: Oʻtkir Davlatbekovich Yusupov, 1991年1月4日 - ）は、カザフスタン・サイラム出身のサッカー選手。ペルシアン・ガルフ・プロリーグ・フーラード所属。ウズベキスタン代表。ポジションはゴールキーパー。

## クラブ経歴
2019年、ナフバホール・ナマンガンに移籍した。
2024年7月、イランのフーラードに移籍した。

## 個人成績

### 代表
国際Aマッチ 41試合 0得点（2018年 - ）
| ウズベキスタン代表 | 国際Aマッチ | 国際Aマッチ |
| 年                 | 出場        | 得点        |
| ------------------ | ----------- | ----------- |
| 2018               | 1           | 0           |
| 2019               | 0           | 0           |
| 2020               | 0           | 0           |
| 2021               | 1           | 0           |
| 2022               | 9           | 0           |
| 2023               | 10          | 0           |
| 2024               | 16          | 0           |
| 2025               | 4           | 0           |
| 通算               | 41          | 0           |